# Wełyke (obwód lwowski)
Wełyke (ukr. Велике, pol. hist. Poturzycka Wólka) – wieś na Ukrainie w rejonie szeptyckim obwodu lwowskiego.

## Historia
Pod koniec XIX w. część wsi Poturzyca w powiecie sokalskim.
Do 2024 w rejonie czerwonogrodzkim.